# Little Ellingham
Little Ellingham is een civil parish in het bestuurlijke gebied Breckland, in het Engelse graafschap Norfolk met 250 inwoners.